# مل فیشر

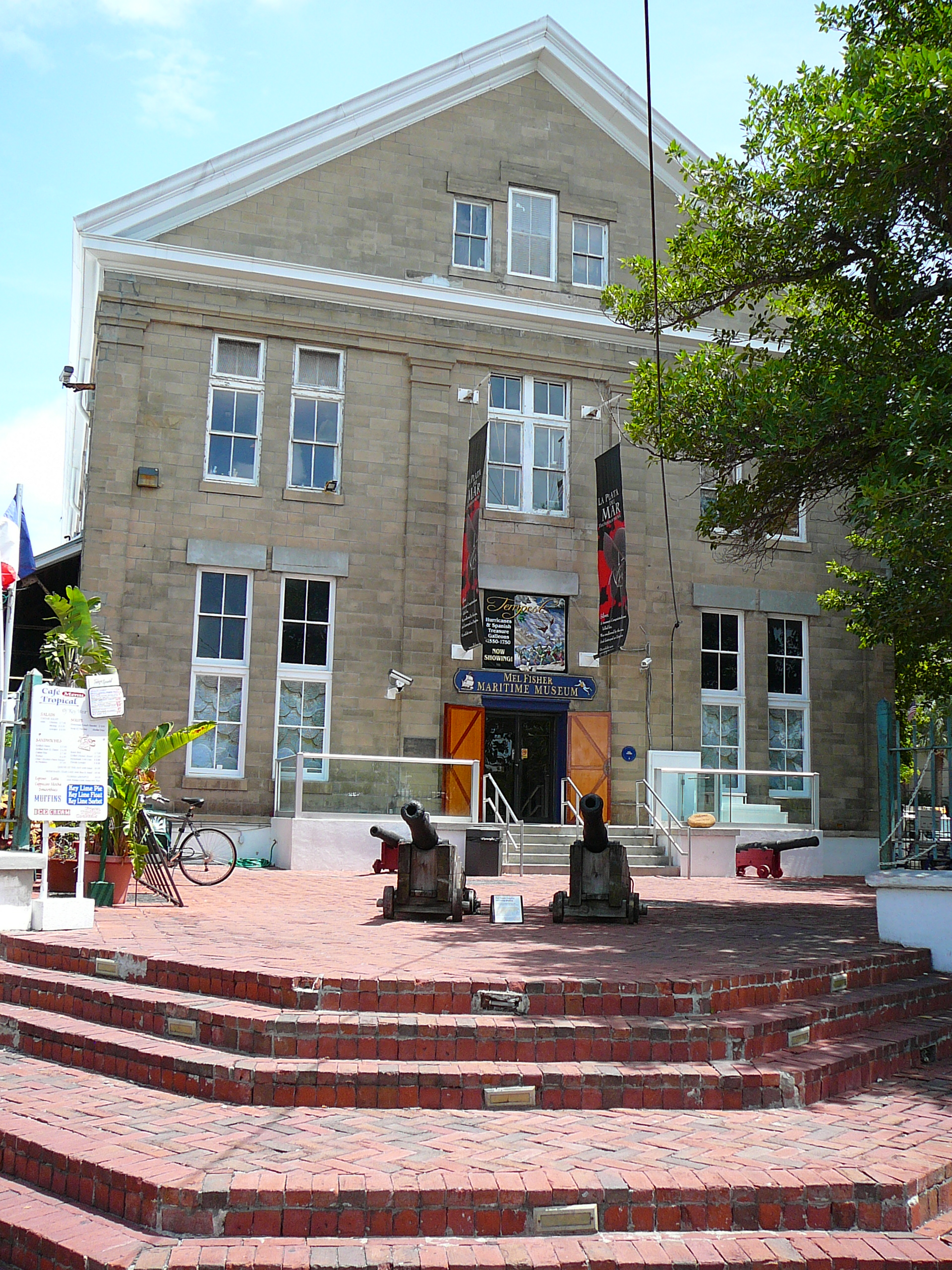
موزه مل فیشر در فلوریدا

مل فیشر (به انگلیسی: Mel Fisher) (زاده ۲۱ اوت ۱۹۲۲ - درگذشته ۱۹ دسامبر ۱۹۹۸) یک جوینده گنج از کشور آمریکا بود. وی در سال ۱۹۸۵ پس از شانزده سال و نیم جستجو بر روی دریا موفق به یافتن لاشه دو کشتی باری اسپانیایی که در سال ۱۶۲۲ میلادی با محموله بزرگی از نقره و طلا و سنگ‌های قیمتی غرق شده بودند گردید.
این دو کشتی به نام‌های «نوسترا سینورا دو آتوچا» و «سانتا مارگاریتا» با گنج‌هایی از امپراتوری اینکا رهسپار اسپانیا بودند ولی بر اثر طوفان در دریای فلوریدای آمریکا غرق شدند. مل فیشر و همکارانش هر دو کشتی را در ۴۸ کیلومتری غرب سواحل فلوریدا پیدا کردند و توانستند بیش از ۴۷ تن شمش نقره، صد کیلوگرم شمش طلا، بیست تن حلقه‌های مسی، توپ‌های برنزی، بشقاب‌های طلایی، وسایل و تجهیزات کلیسا، فنجان‌ها و زنجیرهای طلایی و بیش از پنج هزار قطعه زمرد درشت از این دو کشتی به‌دست آورند. عملیات بالا آوردن گنج‌های درون کشتی سال‌ها ادامه داشته‌است. مل فیشر همچنین در سال ۱۹۸۸ در سواحل فلوریدا لاشه کشتی اسپانیایی «نوسترا سینیورا دولارگلا» را یافت که در سال ۱۷۱۵ میلادی به دلیل گردباد و طوفان دریایی غرق شده بود. غواصان گروه فیشر دستکم نهصد عدد سکه نقره‌ای باارزش، دو انگشتری گرانبها و جواهراتی دیگر را از این کشتی به‌دست آوردند.